# Michael Weber (Schauspieler)

Michael Weber (2021)

Michael Weber (* 27. Mai 1958 in Hamburg) ist ein deutscher Schauspieler, Autor und Regisseur.

## Werdegang
Michael Weber wuchs in Schleswig-Holstein auf und erhielt nach einem abgebrochenen Studium der Geschichte in Berlin von 1979 bis 1982 seine Ausbildung als Schauspieler an der Hochschule für Musik und Darstellende Kunst in Hamburg. Nach seinem Abschluss wurde er 1982 an das Thalia Theater in Hamburg engagiert. Daneben bekam er erste Film- und Fernsehrollen. Schwerpunkt seiner Arbeit blieb jedoch auch in den folgenden Jahren die Theaterarbeit. Es folgten zahlreiche Engagements an namhaften Theatern in Deutschland, Österreich und der Schweiz. Zudem spielte er in zahlreichen Kino- und Fernsehfilmen und wirkte in vielen Hörspiel- und Featureproduktionen, besonders des Deutschlandfunks, mit. Michael Weber hat vier Kinder und lebt mit seiner Familie in Hamburg. Er ist verheiratet mit der Schauspielerin Ruth Marie Kröger.

## Theater
Seit 1985 spielte Michael Weber unter anderem am Schauspiel Frankfurt (1985–1988 und 2002–2006), am Staatstheater Stuttgart (1987–1989), am Schauspielhaus Bochum (1991–1996), am Residenztheater München (1987 und 2001), am Schauspielhaus Zürich (1996/97), am Deutschen Schauspielhaus Hamburg (1996–2000 und wieder seit 2013), am Theater Basel (2005/06), bei den Salzburger Festspielen (2005), am Burgtheater Wien (2000–2003), am Königlichen Theater Kopenhagen (2006), sowie am Schauspiel Köln (2007–2013).
Seit 2013 ist er wieder festes Ensemblemitglied des Deutschen Schauspielhauses in Hamburg in der Intendanz von Karin Beier, wo er seitdem unter anderem in den Produktionen „Der Sturm“, „Pfeffersäcke in Zuckerland/Strahlende Verfolger“, „Die Ratten“, „Die Schule der Frauen“, „König Artus“, „Pastor Ephraim Magnus“ und „Versuch über die Pubertät“ zu sehen ist.
Weber arbeitet mit vielen namhaften Regisseuren zusammen und war als Schauspieler oft beim Berliner Theatertreffen zu sehen.
Als Theaterregisseur inszenierte er in Hamburg 1990 das eigene Kinderstück „Raffzahn und Erdnuß“ am damaligen Klecks-Theater, 2005 am Schauspiel Frankfurt „Weissman und Rotgesicht“ von George Tabori. 2015 folgten die Inszenierungen „Am Beispiel meines Bruders“ von Uwe Timm am Polittbüro in Hamburg, sowie 2016 „Aufbruch/Inquilab“ von Michael A. Müller am Deutschen Schauspielhaus in Hamburg.
Neben seiner Tätigkeit an Stadt- und Staatstheatern gründete er die freien Theatergruppen „Kranke Leute“ (1984) und „Spielverderber“ (1989) in Hamburg, für die er auch die Texte schrieb.
1999 gründete er gemeinsam mit Christian Ebert die Produktionsfirma für Texte und Videos „Black Trash Productions“. Dort realisierte er u. a. die Videofilme „Cowboy Canoe Coma“ (2002) und „Last Ship Home“ (2016) nach eigenen Drehbüchern und edierte die Buchreihe „Baustellen“. Außerdem entwickelte er ab 2003 zusammen mit Thomas Ebermann die Lesereihe „Vers- und Kaderschmiede“ im Polittbüro Hamburg und nahm bis 2015 an Veranstaltungen der Reihe als Schauspieler und Sprecher teil.

## Film und TV
1982 spielte Michael Weber in seinem ersten großen Fernsehfilm „Fremdes Land“ (Regie: Claus Peter Witt) (ZDF, Deutschland und Kanada) mit. Seitdem war er in weiteren Kinofilmen, wie „Die Reise“ (Regie: Markus Imhoof), die „Die Denunziantin“ (Regie: Thomas Mitscherlich) und das Hochzeitsvideo (Regie: Sönke Wortmann) zu sehen.
Des Weiteren arbeitete er für das Fernsehen, wo er u. a. im „Tatort“ sowie in Einzelfolgen bekannter deutscher Fernsehserien, wie „Großstadtrevier“, „Pastewka“ oder „Mord mit Aussicht“ zu sehen war.

## Auszeichnungen
1988 erhielt Michael Weber den O.E. Hasse-Preis der Akademie der Künste Berlin, 2015 den Ehrenpreis der DIDF für seinen Einsatz für die Solidarität und Brüderlichkeit der Völker.

## Werke
Neben gelegentlichen Artikeln in Zeitschriften veröffentlichte Michael Weber:
- „Hyperion“ – eine Bühnenfassung von Hölderlins Briefroman (2004, zusammen mit Christian Ebert, Black Trash Productions, Hamburg und Bochum, 2004)
- „Spielverderber“- eine Groteske in Versen für 4 Schauspieler (2004, zusammen mit A. Werner, A. Grothgar und C. Finger, Black Trash Productions, Hamburg und Bochum, 2004)
- „Die Wolke Wolfgang“ – ein Kinderbuch (Black Trash Productions, Hamburg und Bochum, 2009)[4]
- 2014 erschien sein Roman „Martha“, der vom Leben auf St. Pauli in den 1980er Jahren handelt.[10]

## Theaterrollen (Auswahl)
- 2024: Antiope // Anne Jelena Schulte (König Nykteus, Lykos, Hirte), Schauspielhaus Hamburg (Regie: Henry Morten Oehlert)[11]
- 2024: Die gläserne Stadt // Felicia Zeller nach Nikolai Gogol (Reeder Detlef Örting), Schauspielhaus Hamburg (Regie: Victor Bodo)[12]
- 2023: Der Morgenstern // Karl Ove Knausgård, Schauspielhaus Hamburg (Regie: Victor Bodo)[13]
- 2023: Die acht Oktavhefte // Franz Kafka (Vater), Schauspielhaus Hamburg (Regie: Thom Luz)[14]
- 2022: Der Kirschgarten // Anton Tschechow (Gajew), Schauspielhaus Hamburg (Regie: Katie Mitchell)[15]
- 2022: Macbeth // William Shakespeare (Duncan/Macduff), Schauspielhaus Hamburg (Regie: Karin Henkel)[16]
- 2021: Der Geheimagent // Joseph Conrad (Kutscher/Inspektor Heat), Schauspielhaus Hamburg (Regie: Frank Castorf)[17]
- 2021: Richard the Kid & Richard the King // William Shakespeare/Tom Lanoye (Stanley), Schauspielhaus Hamburg (Regie: Karin Henkel)[18]
- 2020: Reich des Todes // Rainald Goetz (Justizminister Sebald/Braum, Obergefreiter), Schauspielhaus Hamburg (Regie: Karin Beier)[19]
- 2020: Das Schloss // Franz Kafka (Amtsvorsteher), Schauspielhaus Hamburg (Regie: Victor Bodo)[20]
- 2019: Stalker - Picknick am Wegesrand // Andrei Tarkowski & Arkadi und Boris Strugatzki, Schauspielhaus Hamburg (Regie: David Czesienski, Prinzip Gonzo)[21]
- 2019: Die Stadt der Blinden // José Saramago, Schauspielhaus Hamburg (Regie: Kai Voges)[22]
- 2019: Anatomie eines Suizids // Alice Birch (Tim/Toby/Steve/Mark), Schauspielhaus Hamburg (Regie: Katie Mitchell)[23]
- 2018: Pension zur Wandernden Nase // Nikolaj Gogol/Péter Kárpáti, Schauspielhaus Hamburg (Regie: Victor Bodo)[24]
- 2018: Der haarige Affe // Eugene O’Neill (Shorty, Gewerkschaftssekretär), Schauspielhaus Hamburg (Regie: Frank Castorf)[25]
- 2018: Zonck // Ensemble (Zonck), Schauspielhaus Hamburg (Regie: Paulina Neukampf)[26]
- 2017: Der goldene Handschuh // Heinz Strunk (Bruder Siggi, Reeder Wilhelm Heinrich van Dohren), Schauspielhaus Hamburg (Regie: Studio Braun)[27]
- 2017: Valentin // Karl Valentin, Schauspielhaus Hamburg (Regie: Herbert Fritsch)[28]
- 2017: Passionsspiele // Ensemble, Schauspielhaus Hamburg (Regie: Bastian Reiber)
- 2017: Trilliarden. Die Angst vor dem Verlorengehn // Ingrid Lausund, Schauspielhaus Hamburg (Regie: Ingrid Lausund)
- 2016: Versuch über die Pubertät // Hubert Fichte, Schauspielhaus Hamburg (Regie: Sebastian Kreyer)
- 2015: Die Jungfrau von Orleans // Schiller (Du Chatel), Schauspielhaus Hamburg (Regie: Tilmann Köhler)
- 2015: Die Kassette // Carl Sternheim, Schauspielhaus Hamburg (Regie: Herbert Fritsch)
- 2015: Pastor Ephraim Magnus // Hans Henny Jahnn, Schauspielhaus Hamburg (Regie: Frank Castorf)
- 2014: König Artus // Bothe/Khuon (Sir Pellinore), Schauspielhaus Hamburg (Regie: Markus Bothe)
- 2014: Pfeffersäcke im Zuckerland / Strahlende Verfolger // Jelinek (Raul Hansen), Schauspielhaus Hamburg (Regie: Karin Beier)
- 2014: Die Schule der Frauen // Molière (Oronte), Schauspielhaus Hamburg (Regie: Herbert Fritsch)
- 2014: Der Sturm // nach Shakespeare (Alonso), Schauspielhaus Hamburg (Regie: Maja Kleczewska)
- 2012: Die Ratten // Hauptmann, Schauspiel Köln/Schauspielhaus Hamburg (Regie: Karin Henkel)
- 2012: Herr Puntila und sein Knecht Matti // Brecht, Schauspiel Köln (Regie: Herbert Fritsch)
- 2011: Kein Licht // Jelinek, Schauspiel Köln (Regie: Karin Beier)
- 2011: Demokratie in Abendstunden // Beuys, Cage, R.Goetz u. a., Schauspiel Köln (Regie: Karin Beier)
- 2011: Der Kirschgarten // Tschechow (Simeonow-Pischtschik), Schauspiel Köln (Regie: Karin Henkel)
- 2010: Das Werk/Im Bus/Ein Sturz // Jelinek, Schauspiel Köln (Regie: Karin Beier)
- 2010: Die Schmutzigen, die Häßlichen und die Gemeinen // Ettore Scola/Ruggero Maccari, Schauspiel Köln (Regie: Karin Beier)
- 2009: Die Geburtstagsfeier // Pinter (Goldberg), Schauspiel Köln (Regie: Jürgen Kruse)
- 2009: Spieltrieb // Juli Zeh (Höfi), Schauspiel Köln  (Regie: Jette Steckel)
- 2009: Simplicissimus Teutsch // Grimmelshausen (Der alte Simplicissimus), Schauspiel Köln (Regie: Thomas Dannemann)
- 2008: Die heilige Johanna der Schlachthöfe // Brecht (Pierpont Mauler), Schauspiel Essen (Regie: Jan Philipp Gloger)
- 2007: Die Nibelungen // Hebbel (König Gunther) Schauspiel Köln (Regie: Karin Beier)
- 2006: Omstigning til Paradis (A Streetcar Named Desire) // Tennessee Williams (Pablo Gonzales), Königliches Theater Kopenhagen (Regie: Emil Hansen)
- 2005: Penthesilea // Kleist (Odysseus/Oberpriesterin), Salzburger Festspiele/Thalia Theater Hamburg (Regie: Stephan Kimmig)
- 2005: Indien // Hader/Dorfer (Kurt Fellner), Theater Basel (Regie: Lars-Ole Walburg)
- 2005: Dantons Tod // Büchner (Danton), Schauspiel Frankfurt (Regie: Philipp Preuss)
- 2004: Scherz, Satire, Ironie und tiefere Bedeutung // Grabbe (Der Teufel), Schauspiel Frankfurt (Regie: Anselm Weber)
- 2003: Der Untergang des Egoisten Johann Fatzer // Brecht (Fatzer), Schauspiel Frankfurt (Regie: Thirza Bruncken)
- 2002: Adam Geist // Dea Loher (Adam Geist), Schauspiel Frankfurt (Regie: Sandra Strunz)
- 2001: Glaube und Heimat // Schönherr (Peter Rott), Burgtheater Wien (Regie: Martin Kušej)
- 2000: Mit Leidenschaften ist nicht zu spaßen (Heute Abend wird improvisiert) // Pirandello (Pomàrici), Burgtheater Wien (Regie: Karin Beier)
- 1999: Hyperion // Hölderlin (Hyperion), Schauspielhaus Hamburg (Regie: Christian Ebert)
- 1998: Familiengeschichten Belgrad // Biljana Srbljanovic (Vojin) (Regie:Anselm Weber)
- 1998: Krieg // Rainald Goetz (Gefallener), Schauspielhaus Hamburg (Regie:Anselm Weber)
- 1997: Germania 3 – Gespenster am Toten Mann // Müller, Schauspielhaus Hamburg (Regie: Dimiter Gotscheff)
- 1997: Clockwork Orange //Anthony Burgess (Mr. Deltoid/Joe), Schauspielhaus Hamburg (Regie: Karin Beier)
- 1997: Katzelmacher // Fassbinder (Paul), Schauspielhaus Hamburg (Regie: Anselm Weber)
- 1995: Torquato Tasso // Goethe (Tasso), Schauspielhaus Zürich (Regie: Benjamin Korn)
- 1995: Warten auf Godot // Beckett (Lucky), Schauspielhaus Bochum (Regie: Frank-Patrick Steckel)
- 1993: Troilus und Cressida // Shakespeare (Troilus), Schauspielhaus Bochum (Regie: Tragelehn/Steckel)
- 1993: Der Hofmeister// Lenz (Läuffer), Schauspielhaus Bochum (Regie: Urs Troller)
- 1992: Der Untergang des Egoisten Johann Fatzer // Brecht (Koch), Schauspielhaus Bochum (Regie: Johannes Schütz)
- 1992: Michael Kramer // Hauptmann (Arnold Kramer), Schauspielhaus Bochum (Regie: Peter Löscher)
- 1991: Heinrich IV. // Shakespeare (Prinz Heinrich), Kampnagel Hamburg (Regie: Kees Campfens)
- 1988: Philoktet // Müller (Odysseus), Schauspiel Frankfurt (Regie: Thomas Thieme)
- 1987: Linie 1 // Volker Ludwig (Kleister und andere), Staatstheater Stuttgart (Regie: Siegfried Bühr)
- 1986: Woyzeck // Büchner (Woyzeck) (Schauspiel Frankfurt) (Regie: Alexander Brill)
- 1985: Dom Juan // Molière (Sganarelle), Schauspiel Frankfurt (Regie: Benjamin Korn)
- 1984: Macbeth // Shakespeare (Malcolm), Thalia Theater Hamburg (Regie: Dieter Wedel)
- 1983: Romeo und Julia // Shakespeare (Mercutio/Benvolio), Thalia Theater Hamburg (Regie: Jürgen Tamchina)

## Filmografie (Auswahl)
- 2014: Friesland – Mörderische Gezeiten, Fernsehreihe
- 2012: Die Rummwollffs, Kurzfilm (Regie: Saskia Schwarz)
- 2011: Das Hochzeitsvideo, Kinofilm (Regie: Sönke Wortmann)
- 2009: Mord mit Aussicht (Sonne, Mond und Sterne), Fernsehserie (Regie: Torsten Wacker)
- 2009: Pastewka (Das Knöllchen), Fernsehserie
- 2007: (Underdogma 3 -) Cowboy Canoe Coma, Video
- 2007: Notruf Hafenkante: Heirate mich (Fernsehserie)
- 2007: Vier sind einer zuviel, Fernsehfilm (Regie: Torsten C. Fischer)
- 2006: Kuckuckszeit, Fernsehfilm (Regie: Johannes Fabrick)
- 2006: Doktor Martin: Fernsehserie (Regie: Markus Imboden)
- 2006: Doppelter Einsatz (Rumpelstilzchen) – Fernsehserie
- 2002: Moralisk Anstalt, Video (Regie: Emil Hansen)
- 2001: Same Time Same Place, Video (Regie: Christian Ebert)
- 1997: Ein Starkes Team: Kinderträume, Fernsehserie (Regie: Maris Pfeiffer)
- 1997: Schimanski: Blutsbrüder (Regie: Hajo Gies)
- 1996: Tatort: Undercover Camping (Regie: Jürgen Bretzinger)
- 1991: Die Denunziantin, Kinofilm (Regie: Thomas Mitscherlich)
- 1991: Das Heimweh des Walerjan Wróbel, Kinofilm (Regie: Rolf Schübel)
- 1988: Früher, als wir noch nicht postmodern waren; Kinofilm (Regie: Helmut Herbst)
- 1986: Nachts, Kurzfilm (Regie: Maris Pfeiffer)
- 1986: Woyzeck, Kino-Kurzfilm (Regiekollektiv)
- 1985: Schwarz, Rot, Gold: Nicht Schießen: Fernsehserie (Regie: Dieter Wedel)
- 1985: Die Achse: Das Kleine Fernsehspiel (Regie: Thomas Mauch)
- 1985: Die Reise, Kinofilm (Regie: Markus Imhoof)
- 1982: Lenz oder die Freiheit, Fernsehfilm (Regie: Dieter Berner)
- 1982: Fremdes Land, Teil 1 und 2, Fernsehfilm (Regie: Claus Peter Witt)
- 1982: Frankfurt Kaiserstraße, Kinofilm (Regie: Roger Fritz)